# Catehumenat

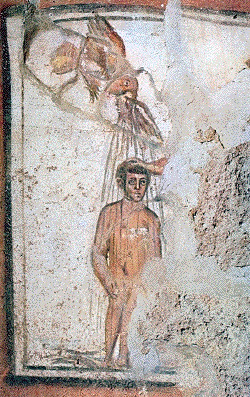
Reprezentarea unui botez în en (sec. al IV-lea)

Catehumenatul (din greacă κατηχέω / katêkhéô, „a asculta cu urechile”, în sensul de „a fi instruit prin viu grai”) este pregătirea adulților pentru primirea tainei botezului.
În creștinismul primar catehumenatul dura doi sau trei ani, în prezent durează de regulă un an.
Persoana care se pregătește pentru botez se numește catehumen.